# 73767 Bibiandersson
73767 Bibiandersson este o planetă minoră (asteroid) din centura de asteroizi. A fost descoperită pe 10 august 1994 la Observatorul La Silla de Eric Walter Elst și a fost numită după Bibi Andersson⁠(d). 
Obiectul prezintă o orbită caracterizată de o semiaxă mare de 1,9393155393141 UAi, o excentricitate de 0,07, o înclinație de 24,1 ° în raport cu ecliptica.